# ویکتور هیرمن
ویکتور هیرمن (انگلیسی: Victor Heerman؛ زاده ۲۷ اوت ۱۸۹۳ درگذشته ۳ نوامبر ۱۹۷۷) تهیه‌کننده، کارگردان فیلم و فیلم‌نامه‌نویس اهل ایالات متحده آمریکا بود.
از فیلم‌هایی که وی در آن‌ها نقش داشته است، می‌توان به یک دختر، یک مرد و یک ملوان و همسایه‌تو بپا اشاره نمود.